# كارلوس روميرو ديشان
كارلوس روميرو ديشان (بالإسبانية: Carlos Romero Deschamps)‏ هو نقابي وسياسي مكسيكي، ولد في 17 يناير 1944 في تامبيكو في المكسيك. نشط حزبياً في الحزب الثوري المؤسساتي. وقد انتخب عضو مجلس الشيوخ من المكسيك وانتخب عضو مجلس النواب المكسيك.